# Sierraia
Sierraia là một chi ốc nước ngọt có vảy, là động vật thân mềm chân bụng thuộc phân lớp mang trước sống dưới nước trong họ Bithyniidae.

## Các loài
Các loài thuộc chi Sierraia bao gồm:
- Sierraia expansilabrum Brown, 1988 - bị đe dọa, từ Sierra Leone
- Sierraia leonensis Connolly, 1929 - bị đe dọa, từ Sierra Leone
- Sierraia outambensis Brown, 1988 - cực kì nguy cấp, từ Sierra Leone
- Sierraia whitei Brown, 1988 - ít quan tâm, từ Sierra Leone

## Phân bố
Chi này có ở Sierra Leone.